# آلیسون پارادی
آلیسون پارادی (انگلیسی: Alysson Paradis؛ زاده ۲۹ می ۱۹۸۵) در فرانسه) بازیگر فرانسوی است. وی خواهر خواننده مشهور فرانسوی ونسا پارادی و خالهٔ لی‌لی-رز دپ است.
او در فیلم‌های چشم‌های زرد تمساح‌ها و  یک مرد خوب بازی کرده‌است.